# Miss Deutschland

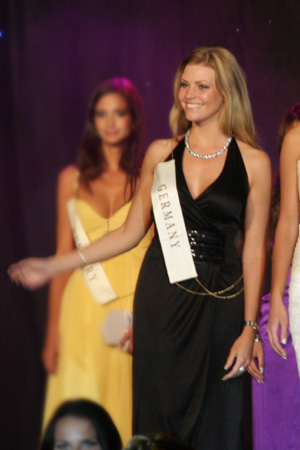
Anne Katrin Walter, Miss World Deutschland 2008

Miss Deutschland ist der Titel eines seit dem Jahr 2000 abgehaltenen Schönheitswettbewerbs für unverheiratete Frauen in Deutschland. Sie ist nicht zu verwechseln mit dem Konkurrenz-Wettbewerb Miss Germany, der ebenfalls eine eingetragene Marke ist und seit mehreren Jahrzehnten veranstaltet wird, aber zeitweise ebenfalls als Miss Deutschland bezeichnet wurde. Zuvor nutzte das Unternehmen M.G.O. ebenfalls den Titel Miss Germany seit 1988.

## Geschichte
Der Wettbewerb wird von MGO – Miss Germany Organisation veranstaltet.
Die Siegerin wird noch auf traditioneller Weise gewählt mit Vorentscheidungen und führt für ein Jahr den Titel Miss Deutschland. Sie nimmt für die MGO unter anderem an den Wettbewerben Miss Intercontinental und Miss Europe teil.

## Siegerinnen
| Jahr    | Datum             | Name                          | qualifiziert als/in                                                             | Ort der Wahl                                                                    |
| ------- | ----------------- | ----------------------------- | ------------------------------------------------------------------------------- | ------------------------------------------------------------------------------- |
| 2000    | 10.01.2000        | Sabrina Schepmann             | Miss Ostdeutschland                                                             | Kaiserslautern, Unterhaltungszentrum Riverside                                  |
| 2001    | 09.01.2001        | Claudia Bechstein             | Miss Thüringen                                                                  | Kaiserslautern, Unterhaltungszentrum Riverside                                  |
| 2002    | 10.01.2002        | Natascha Börger               | Miss Hamburg                                                                    | Kaiserslautern, Riverside                                                       |
| 2003    | 18.01.2003        | Alexandra Vodjanikova         | Miss Bayern                                                                     | Bielefeld, Nachtarena                                                           |
| 2004    | 17.01.2004        | Shermine Shahrivar            | Miss Süddeutschland                                                             | Duisburg-Nord, Landschaftspark                                                  |
| 2005    | 13.01.2005        | Aslı Bayram                   | Miss Westdeutschland                                                            | Aachen, Eurogress                                                               |
| 2006    | 19.01.2006        | Daniela Domröse               | Miss Bayern                                                                     | Krefeld, Galopprennbahn, Biebrich Saal                                          |
| 2007    | 26.01.2007        | Svetlana Tsys                 | Miss Ostdeutschland                                                             | Hurghada (Ägypten), Hotel Steigenberger                                         |
| 2008    | 29.09.2007        | Janice Behrendt               | Miss Brandenburg                                                                | Dortmund, Casino Hohensyburg                                                    |
| 2009    | 06.09.2009        | Alessandra Alores             | ursprünglich zur Miss World Deutschland gewählt (s. u.), Titel später umbenannt | ursprünglich zur Miss World Deutschland gewählt (s. u.), Titel später umbenannt |
| 2010/11 | 13.06.2010        | Zallascht Sadat               | Miss MGO Südwestdeutschland                                                     | Quadrath-Ichendorf, Bürgerhaus                                                  |
| 2012    | 27.05.2012        | Susan Henry                   | Miss MGO Hessen                                                                 | Halle, Ramada Hotel Leipzig-Halle                                               |
| 2013    | 21.06.2013        | Elena Schmidt                 | Miss MGO Berlin                                                                 | Berlin, Spielbank Berlin                                                        |
| 2014    | 20.09.2014        | Egzonita Ala                  | Miss MGO Süddeutschland                                                         | Dortmund, Spielbank Hohensyburg                                                 |
| 2015    | 03.10.2015        | Albjona Muharremaj            | Miss MGO Bayern                                                                 | Dortmund, Spielbank Hohensyburg                                                 |
| 2016    | nicht ausgetragen | nicht ausgetragen             | nicht ausgetragen                                                               | nicht ausgetragen                                                               |
| 2017    | 26.03.2017        | Dalila Jabri                  | Miss MGO NRW                                                                    | Bremen, Radisson Blu Hotel Bremen                                               |
| 2018    | 30.06.2018        | Olivia Möller                 | Miss NRW                                                                        | Bremen, Radisson Blu Hotel Bremen                                               |
| 2019/20 | 13.07.2019        | Philline Dubiel-Hahn          | Miss MGO Ostdeutschland                                                         | Magdeburg, Festung Mark                                                         |
| 2021    | 02.10.2021        | Susi Seel                     | Miss MGO Hessen                                                                 | Bornheim, Schlosshotel Domäne Walberberg                                        |
| 2022    | 30.12.2021        | Tatjana Genrich               | Miss MGO Sachsen Anhalt                                                         | Online-Veranstaltung                                                            |
| 2023    | 17.02.23 08.2023  | Antonia Einzinger Laura Göcht | Miss Beauty Fem Miss MGO Norddeutschland                                        | Hurghada (Ägypten), Meraki Hotel                                                |
| 2024    | 02.03.2024        | Celina Weil                   | Miss Mitteldeutschland                                                          | Wernigerode, Harzer Kultur- & Kongresszentrum (HKK)                             |

- Die Gewinnerinnen für 2000 bis 2007 wurden jeweils am Anfang des betreffenden Jahres aus 16 Länder- und 4 Regionalsiegerinnen ermittelt.
- Ab Miss Deutschland 2008 wurde der Wettbewerb bereits Ende September gewählt, und zwar mit Castings in verschiedenen Städten und Bundesländern gecasteten Kandidatinnen.
- Wegen neuer Beschränkungen fand die Miss Deutschland 21/22 Wahl erstmals online am 30. Dezember 2021 statt.
- 2023 trat Antonia Einzinger Monate nach der Wahl aufgrund von Vertragsbedingungen zurück. Der Titel wechselte an die Drittplatzierte Laura Göcht.[9]

| Jahr | Datum      | Name               | qualifiziert als/in | Ort der Wahl          |
| ---- | ---------- | ------------------ | ------------------- | --------------------- |
| 2008 | 09.08.2008 | Anne Katrin Walter | Kiel                | Erfurt, Top Building  |
| 2009 | 06.09.2009 | Alessandra Alores  | Köln                | Moers, PM Eventcenter |

Miss World Deutschland wurde erstmals 2008 vom MGO – Komitee Miss Deutschland gewählt. Sie kandidierte bei der Miss World.

## Internationale Erfolge
| Miss Intercontinental  | Miss Intercontinental |
| ---------------------- | --------------------- |
| 2000                   | Sabrina Schepmann     |
| Top Model of the World |                       |
| 2002                   | Natascha Börger       |
| 2008                   | Alessandra Alores     |
| Miss Europe            |                       |
| 2005                   | Shermine Shahrivar    |
| Miss Baltic Sea        |                       |
| 2003                   | Natascha Börger       |
| Queen of Europe        |                       |
| 2016                   | Tatjana Genrich       |
| 2017                   | Alexandra Waluk       |
| Miss Globe             |                       |
| 2017                   | Nora Muja             |